# Luiz Antônio
Luiz Antônio Moraes (ur. 30 listopada 1970 w Getulinie) – brazylijski piłkarz występujący na pozycji napastnika. Trener piłkarski.

## Kariera
Luiz Antônio karierę rozpoczynał w zespole Novorizontino. Następnie grał w Bragantino, a w 1992 roku przeszedł do fińskiego FC Jazz. W sezonie 1992 z 21 bramkami na koncie został królem strzelców pierwszej ligi fińskiej. W kolejnym sezonie (1993) wraz z zespołem zdobył mistrzostwo Finlandii. W sezonie 1995 dotarł z nim natomiast do finału Pucharu Finlandii. Z kolei w sezonie 1996 ponownie zdobył z Jazz mistrzostwo Finlandii. Po raz drugi został też królem strzelców ligi, tym razem z 17 golami.
Pod koniec 1996 roku Luiz Antônio odszedł do niemieckiego drugoligowca, 1. FSV Mainz 05. W 2. Bundeslidze zadebiutował 24 lutego 1997 w przegranym 0:1 meczu z Herthą BSC. W Mainz grał do sezonu 1997/1998. W tym czasie rozegrał tam 17 ligowych spotkań.
W 1998 roku Luiz Antônio wrócił do Finlandii, gdzie został graczem klubu HJK. W sezonach 1998 oraz 2000 wywalczył z nim Puchar Finlandii, a w sezonach 1999 oraz 2001 wicemistrzostwo Finlandii. W sezonie 2000 przebywał też na wypożyczeniu w KäPa.
W 2002 roku odszedł do drużyny MyPa-47, gdzie spędził dwa sezony. Występował też w AC Oulu, a także był też grającym trenerem zespołów AC Oulu, Sepsi-78, TP-47 oraz OPS.